# Лютеранство в России

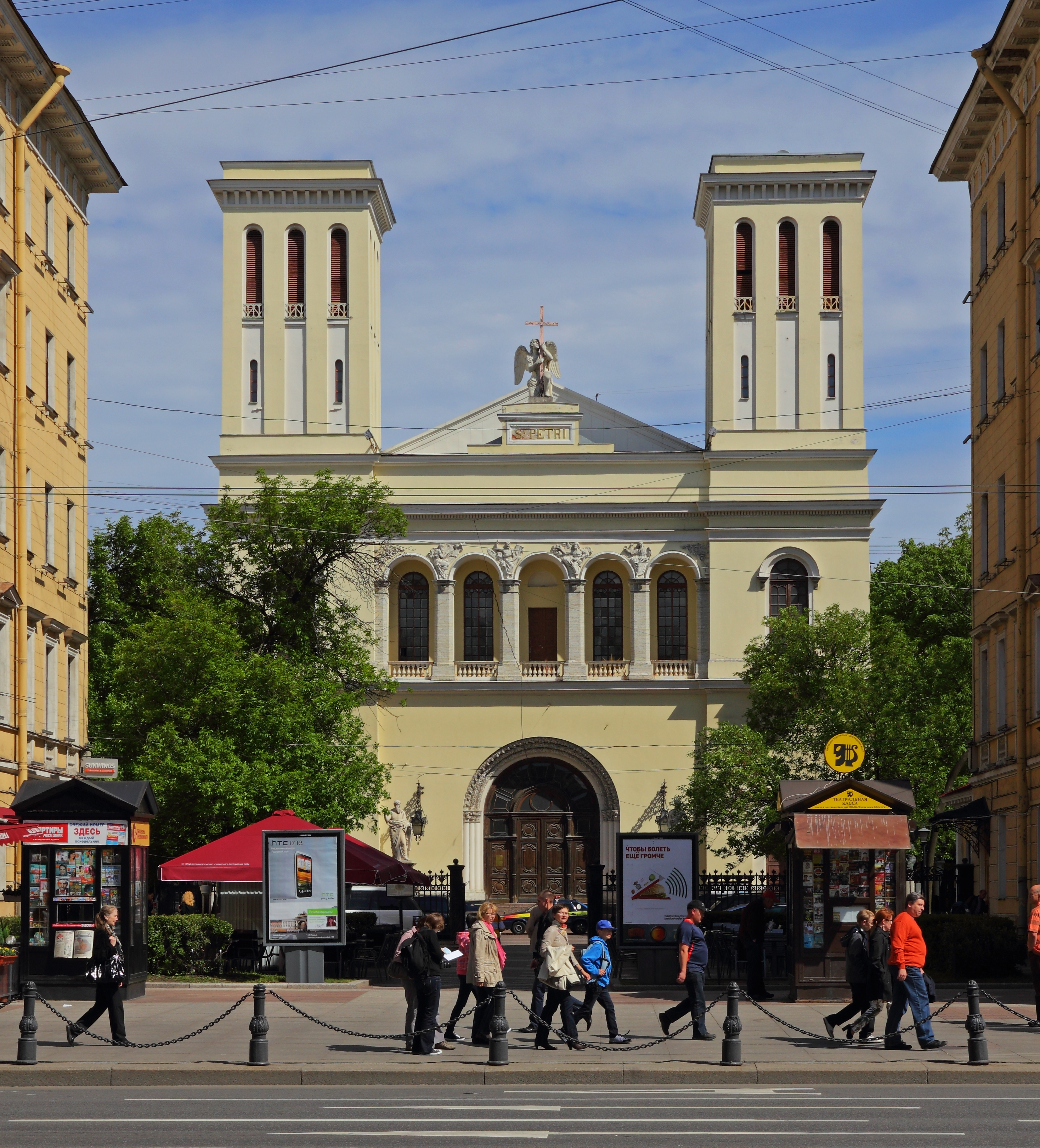
Лютеранская церковь Святых Петра и Павла (Санкт-Петербург)

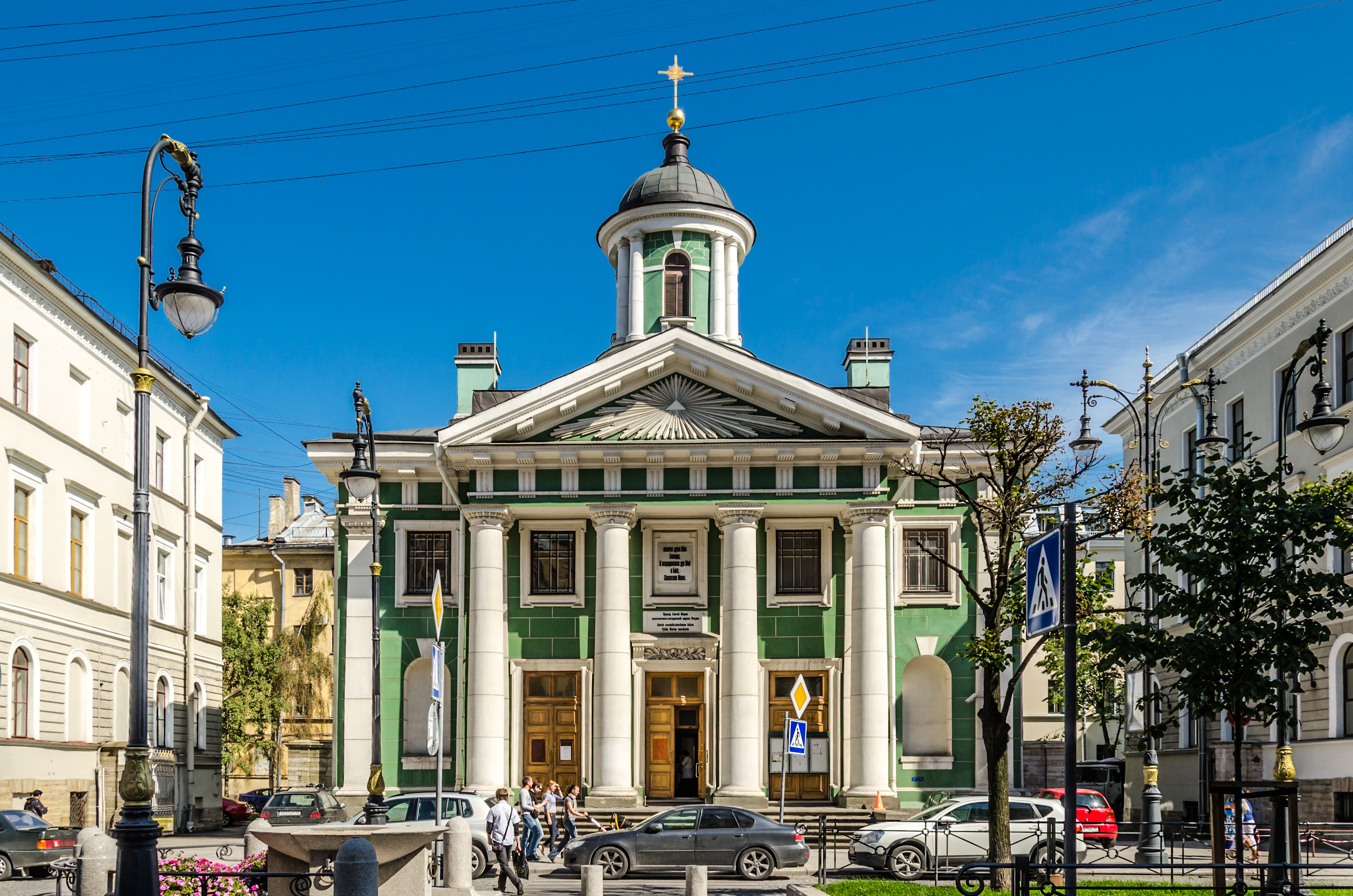
Финская церковь Святой Марии (Санкт-Петербург)

Лютеранство в России насчитывает около 250 тысяч приверженцев, являясь второй по величине протестантской конфессией после пятидесятничества.

## Московское царство
В Россию лютеранство попало вместе с немецкими пленными и ремесленниками. Русские цари видели в лютеранах врагов своих врагов (католиков). В 1550 году Иван Грозный обратился с просьбой к датскому королю Кристиану III прислать типографа для начала книгопечатания. Король в 1552 году прислал типографа Ганса Мессингейм, который и организовал первую так называемую «анонимную» типографию в Москве. Вместе с Гансом король-лютеранин прислал Библию и две книги, в которых излагалось лютеранское вероучение. Кристиан предлагал русскому духовенству рассмотреть книги, и, если посчитают нужным, то Ганс переведет книги на русский язык и напечатает их в Москве в количестве нескольких тысяч экземпляров. Книги не напечатали, но царь проявил к лютеранам веротерпимость и уже в 1560—1565 годах позволил строить первую Лютеранскую церковь. О распространении лютеранства в Москве свидетельствует сочинение Максима Грека «Против лютеран — слово о поклонении Святым Иконам», написанное им через два года после приезда Ганса Миссингейма.
В 1576 году в Москве открывается другая лютеранская церковь. До этого немецкие проповедники уже пытались обратить Ивана Грозного в свою веру, но безуспешно. Лютеранам долгое время под страхом смерти запрещалось распространять своё учение среди русских. В XVII веке открывается новый канал распространения лютеранства в Россию — через Ингерманландию. В 1611 году зафиксирован евангелический приход в Лемболово. В 1641 году уже существовала лютеранская епархия скандинавской традиции с центром в Нарве. Тем не менее пленные немцы и шотландцы, расселённые по разным российским городам после Ливонской войны, получили от царя право свободного исповедания своей веры. В Москве немцы селятся в слободе Кукуй, где у них был не только свой пастор, но и кирха. Вообще при Иване Грозном в России лютеранам жилось гораздо легче, чем их единоверцам в Западной Европе. Самым благоприятным для протестантов было царствование Бориса Годунова. При нём уже в самом центре Москвы — Белом городе — на деньги самого царя строится церковь, куда специально приглашаются проповедники из Германии. В период Смуты положение лютеранской общины стало неустойчивым: если Лжедмитрий I не чинил «иноверцам» никаких препятствий, то Лжедмитрий II едва не истребил их всех. Лютеран обвиняют в непочтительном отношении к русским святыням: якобы они сидят и спят на иконах, строят возле церквей корчмы и «всякое осквернение от немцев русским бывает».
В царствование Михаила Фёдоровича положение выправляется, и лютеране даже получают разрешение на строительство новой церкви, которую в благодарность освящают как церковь святого архангела Михаила. Число протестантов в Москве постепенно увеличивается, и к концу царствования Михаила Романова в городе уже насчитывается тысяча семей лютеран и реформатов. Связано это с тем, что царь предпочитал приглашать в страну для «государственных нужд» протестантов, а не католиков. Впрочем, цари стремились ограничить влияние и лютеран, для чего царь Алексей Михайлович повелел всем протестантам, которые не согласны перейти в православие, жить только на Кукуе. Они также получили право строиться в Новгороде, Пскове, Переславле и Белгороде, где им позволялось отправлять свою службу по домам, церкви же строить запрещалось. Всего в 1673 году немцев в России жило не менее 18 тысяч. При правлении царевны Софьи к ним прибавились ещё и гугеноты, бежавшие из Франции.
Протестанты никогда не скрывали своих убеждений и стремились проповедовать свою веру. Летописцы отмечают, что среди них было много образованных и умных проповедников. Лютеранские убеждения находили живой отклик у православной паствы, ибо, как и Русская Церковь, содержали резкую критику католичества. Первые жалобы деятелей РПЦ на успехи лютеран появились ещё в середине XVI века. Лютеранство настолько сильно влияло на умы ищущих людей, что им оказывались «заражены» писания и людей православных. Так, например, в 1627 году властям пришлось запретить «Катехизис», изданный тиражом в несколько тысяч экземпляров, поскольку в нём усмотрели влияние протестантской пропаганды. Вообще XVII век становится веком активной полемики лютеранских и православных авторов. Богословский диалог двух Церквей был решительно прерван царём Алексеем Михайловичем, который в своём «Уложении» ввёл смертную казнь за совращение из православия.

## Российская империя
Новый этап в развитии лютеранства наступает в России с воцарением Петра I. Петр I c явной симпатией относился к лютеранам и к самой реформе Лютера, так что лютеранство приобретает привилегированное положение второго государственного исповедания. В 1721 году после присоединения к России Лифляндии, Эстляндии, Ингерманландии и Старой Финляндии на территории России оказались Лифляндская обер-консистория, Эстляндская и Эзельская провинциальные консистории, также была из части Выборгской епархии Церкви Швеции была создана Выборгская консистория, 23 февраля 1734 года они были переданы в подчинение Консисториальному заседанию Юстиц-коллегии Лифляндских, Эстляндских и Финляндских дел. В 1735 году лютеранский приход учреждается в Екатеринбурге, а в 1764 — в Барнауле. На присоединённых в 1743 году территориях Финляндии была учреждена Фридрихсгамская консистория. В течение XVIII века по мере возникновения немецких слобод и кварталов в крупных городах в них возникли отдельные лютеранские приходы. В 1785 году после создания немецких колоний в Поволжье и Причерноморье были созданы Саратовская и Одесская городовые консистории, в 1819 году им были переданы в управление лютеранские общины близлежащих губерний, в 1823 году были созданы 2 пробства в составе Саратовской консистории и 2 пробства в составе Одесской. В 1795 году Юстиц-коллегии Лифляндских, Эстляндских и Финляндских дел были подчинены также Курляндская провинциальная и Виленская консистории.
В 1809 году после присоединения Финляндии к России Епархия Турку была выделена из Церкви Швеции и образовала Евангелическо-лютеранскую церковь Финляндии, в 1812 году к ней были присоединены Выборгская и Фридрихсгамская консистория, став частью Боргоской епархии. В 1815 году после присоединения к России Царства Польши также на территории России оказались её лютеранские приходы объединённые в Варшавскую консисторию. В начале XIX века император Александр I предпринял попытку реорганизации лютеранских приходов в России, в том числе была сделана попытка создать российский лютеранский епископат, имеющий апостольскую преемственность от Церкви Швеции. Первым российским лютеранским епископом стал в 1819 году Закариас Сигнеус. Введение епископского управления вызвало протест многих протестантских консисторий на местах, остзейского дворянства, а также последователей кальвинизма, отстаивавших систему общинного церковного самоуправления. В 1829 году Закариас Сигнеус управлял одним С.-Петербургским консисториальным округом.

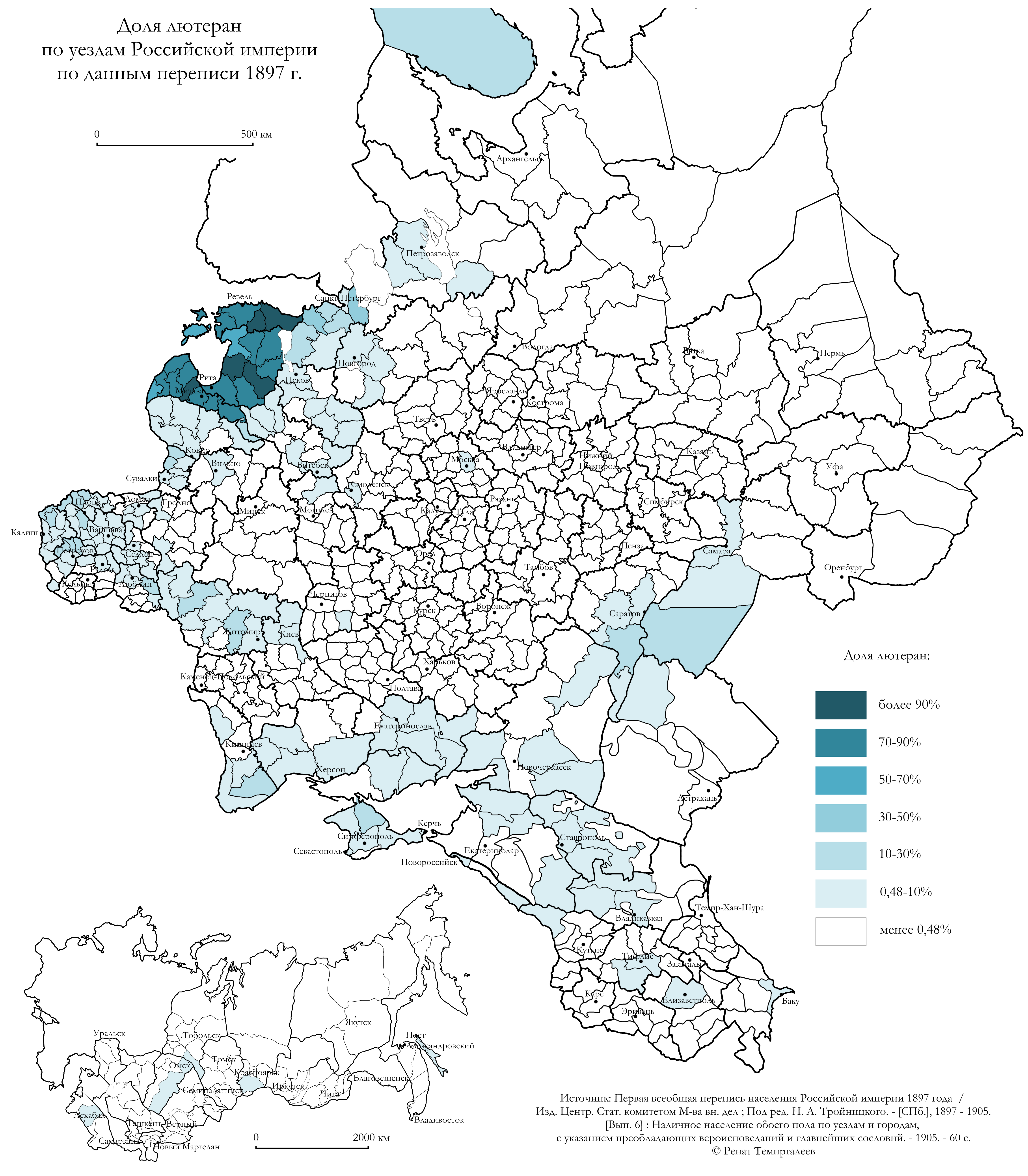
Доля лютеран по уездам и округам Российской империи по данным Первой всеобщей переписи населения 1897 года

В 1832 году была произведена реорганизация провинциальных консисторий — Саратовская, Одесская и Нарвская консистории были упразднены, пробства Саратовской консистории и отдельные приходы на территории от Москвы до Тихого Океана были переданы созданной одновременно Московской консистории, пробства Одесской и Нарвской консисторий и отдельные приходы Запада Европейской части России и Украины — созданной одновременной Санкт-Петербургской консистории. Были изданы Устав Евангелическо-Лютеранской церкви, который вместе с Наказом духовенству, согласно которым суперинтентендентом Евангелическо-лютеранской церкви России становился император, непосредственное управление церковью осуществляла Генеральная консистория, церковь делилась на консисториальные округа, консисториальные округа на пробства, пробства на приходы. Каждый консисториальный округ управлялся консисторией, с генерал-суперинтендентом во главе. Государственная власть могла по своему усмотрению экстренно созывать «генеральный синод» из депутатов и членов консисторий; генерал-суперинтенденты могли созывать провинциальные синоды в пределах консисториальных округов, каждый из таких синодов состоял из всех пробстов и пасторов консисториального округа. Каждая консистория состояла из светского президента, духовного вице-президента, двух светских и двух духовных асессоров. Президенты и вице-президенты консистории назначались императором по предложению министра внутренних дел (в Московской и Санкт-Петербургской консисториях), ландтага (в Курляндской, Лифляндской и Эстляндской консисториях) или магистрата (Рижской и Ревельской консисториях), члены — министром внутренних дел из числа кандидатов, для избирания которых в разных округах существовали различные правила — светские заседатели московской и санкт-петербургской консисторий пополнялись кооптацией, тогда как светские заседатели лифляндской, курляндской, эзельской и эстляндской консисторий избирались ландтагами, в Рижской и Ревельской — магистратами, духовные заседатели — духовенством. Пробства управлялись пробстами и пробстскими синодами, состоявшими из всех пасторов пробства. Приходы управлялись пасторами, при которых действовали приходские конвенты, состоявшие из всех прихожан, и церковные старосты (Kirchenvormüden, Kirchenvorsteher). Приходские пасторы избирались из крещённых и конфирмированных не моложе 25 лет, владеющим русским языков, окончивших богословский факультет в Юрьевском (Дерптском) университете и выдержавших особый экзамен в консистории и утверждались императором. В 1890 году Рижская, Эзельская и Ревельская консистории были упразднены, а их приходы перешли в ведение Лифляндской и Эстляндской консисторий. Кроме консисториальной церкви в Великом княжестве Финляндском существовала независимая от неё епископальная церковь, в Закавказье — синодальная лютеранская церковь, во главе с синодом, половина членов которого являлись пасторы, друга половина — выдвигалась приходами и утверждалась тифлисским губернатором, а в Привислинском крае — Евангелическая церковь Конгрессовской Польши (включала 5 епархий) во главе с Варшавской консисторией — церковь управлявшаяся консисторией, все члены которой назначались Министром внутренних дел.

## Советский период

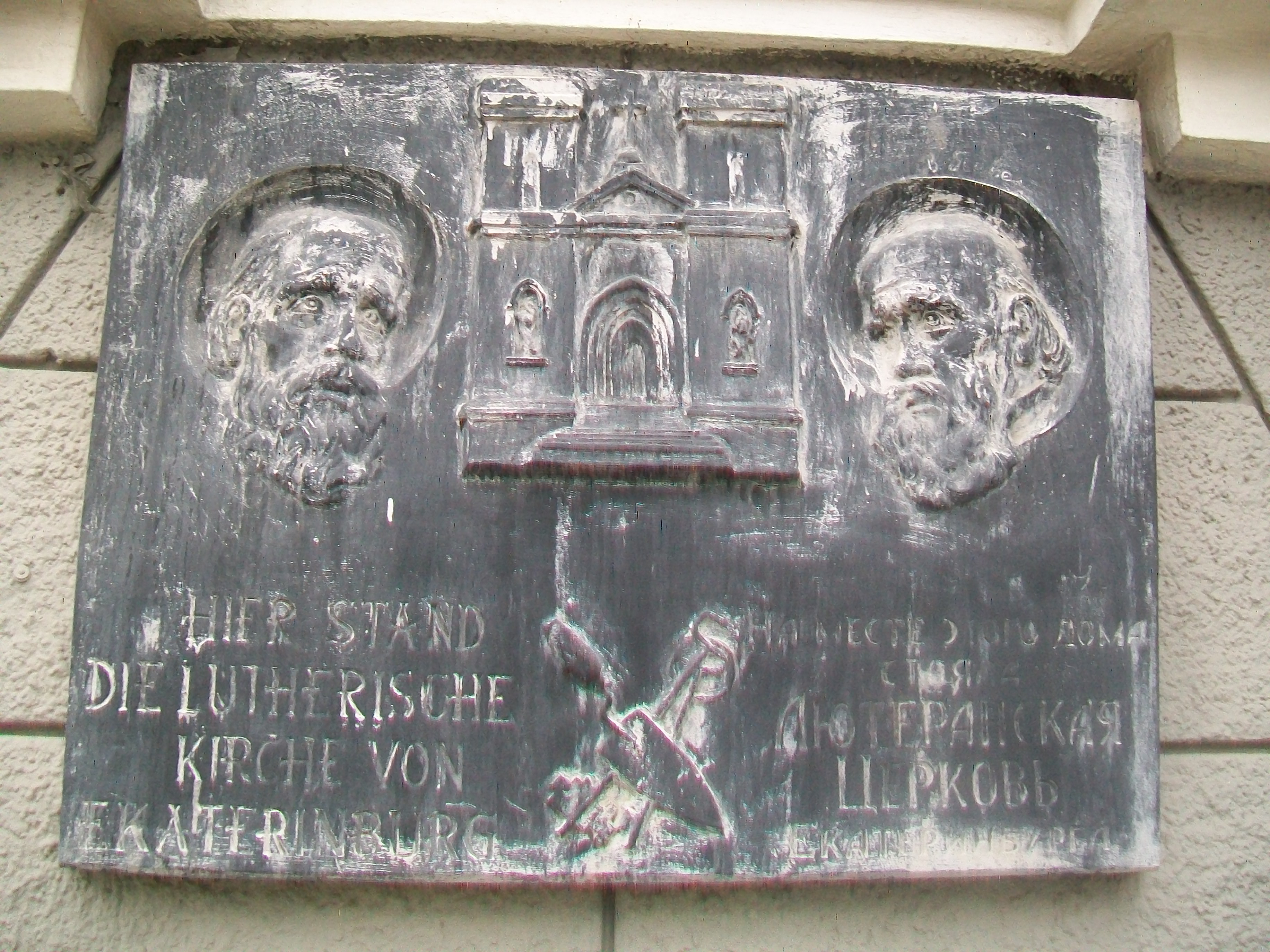
Мемориальная доска на здании, где стояла лютеранская кирха Екатеринбурга
(октябрь 2017 года)

В 1922 году приходы Курляндского, Эстляндского и Лифляндского консисториальных округов образовали Евангелическо-лютеранскую церковь Латвии и Эстонскую евангелическо-лютеранскую церковь, пробства в Виленской и Волынской губерниях отошли к Евангелической церкви Конгрессовской Польши, ставшей Евангелическо-аугсбургской церковью Польской Республики. В 1924 году пробства Санкт-Петербургской консистории были объединены Финско-ингерманландское пробство, в котором вскоре было восстановлено епископское правление, лютеранские приходы немецких кварталов и бывших немецких слобод губернских центров были объединены в 12 новых пробств — Ленинградское, Харковьское, Запорожское, Крымское, Ростовское (в составе Ленинградской консистории), Московское, Поволжско-Камское, Северо-Кавказское, Славгородское и Омское, а также было создано 2 экстерриториальных пробства — Латышское и Эстонское, Генеральная консистория была переименована в Высший церковный совет, должности светских президентов консисторий были упразднены, функции председателей консисторий перешли к епископам. В начале 1920-х гг. от ЕЛЦР откололось её конгрегационалистское крыло, образовав «Свободную евангелическо-лютеранскую и реформатскую церковь конгрегационального положения» (СЕЛРЦКП). В августе 1941 года в результате депортации поволжских, причерноморских немцев и немцев бывших губернских центров прежняя консисториальная и конгрегационалистская церкви полностью прекратили своё существование, в результате депортации финнов-ингерманландцев в 1937 году в Среднюю Азию прекратило существование епископальное Финно-ингерманландского пробства. В 1960-е годы большая часть финно-ингерманландских лютеранских приходов (созданы поселившимися преимущественно в Карелии финно-ингерманландцами) перешла ЭЕЛЦ, немецких приходов (создавались в местах депортации с конца 1950-х годов, а также в Европейской части России с конца 1980-х годов) — ЕЛЦЛ.

## Постсоветский период
Последовавшая в период возрождения церковной жизни массовая эмиграция российских немцев привела к серьёзным качественным и количественным изменениям в составе прихожан.
Сегодня[когда?] Евангелическо-лютеранская церковь России объединяет сотни общин и десятки тысяч верующих на всей территории России. Центральное Церковное Управление и резиденция архиепископа находятся в кафедральном соборе Святых Петра и Павла в Санкт-Петербурге. В Москве и Омске располагаются центры её региональных церквей (диозецов): Европейской части России и Урала, Сибири и дальнего Востока, соответственно.
Образовательным учреждением Евангелическо-лютеранской церкви России является Теологическая семинария, расположенная в Санкт-Петербурге. Руководителем Церкви является архиепископ. Он избирается Генеральным Синодом и председательствует в Генеральной Консистории — высшем исполнительном органе церкви. Двумя региональными церквями руководят епископы.
Евангелическо-лютеранская церковь России является ядром Союза Евангелическо-лютеранских церквей, объединяющем лютеранские церкви Казахстана, Украины, Киргизии, Узбекистана, Грузии и Южного Кавказа. Вместе с Евангелическо-лютеранской церковью Ингрии (лютеранской церковью России, основанной верующими преимущественно финского/ингерманландского происхождения) Союз ЕЛЦ образуют Российский национальный комитет Всемирной лютеранской федерации.
Помимо собственно богослужебной и миссионерско-просветительской деятельности, церковь активна в следующих областях: образование, концертная и выставочная деятельность, развитие межцерковного диалога, детская и молодёжная работа, работа с пожилыми людьми, диаконическое (социальное) служение, душепопечительская помощь, строительство и восстановление церковных зданий, уход за кладбищами.